# Manel Valdivieso
Manel Valdivieso (* 1967 in Barcelona) ist ein katalanischer Orchesterdirigent.

## Leben und Werk
Manel Valdivieso studierte an der Escolania de Montserrat und an den städtischen Konservatorien von Barcelona und Badalona Musik. Er schloss seine Studien in Musikanalyse bei Benet Casablancas und im Fach Dirigat bei Antoni Ros i Marbà ab.
Er leitete die wichtigsten spanischen Symphonieorchester (La Coruña, Granada, Teneriffa, Madrid (Nacional, Sinfónica i RTVE), Bilbao, Castilla y León, Santiago de Compostela, Córdoba, Sevilla, Principado de Asturias, Málaga und der Balearen). Gleichzeitig baute er sich eine erfolgreiche Opernkarriere auf. Diese brachte ihm als Orchesterleiter Opernauftritte unter anderem am Gran Teatre del Liceu, am Teatro Real de Madrid, an der Koreanischen Nationaloper in Seoul und an der Oper von Washington, D.C. Er führte hier Opern wie  L’Elisir d’Amore, Der Barbier von Sevilla, Carmen, Lucia di Lammermoor, Il Trittico, Madame Butterfly, Il Trovatore, Turandot, Tosca, The Turn of the Screw und andere auf. In seinen letzten Projekten arbeitete er unter anderem mit dem HR-Symphonie-Orchester Frankfurt, dem Orquesta Filarmónica de Málaga und dem Orchestre de Chambre de Geneve zusammen.
Valdivieso spielte in verschiedenen Projekten für die Label Harmonia Mundi, Naxos, TV3 Catalunya Música und für Columna Música vor allem Werke zeitgenössischer Komponisten ein.
Von 2010 bis 2013 war Valdivieso Leiter des Orchesters der Musikene, der Musikhochschule des Baskenlandes. Aktuell leitet er den Lehrstuhl Direcció d’Orquestra (Orchesterleitung) am Conservatori del Liceu in Barcelona und ist seit 2001 musikalischer Leiter des Jove Orquestra Nacional de Catalunya (JONC), des katalanischen Jugendorchesters. Seit 2014 ist er auch Leiter des Bereiches Orchester und Ensembles am Conservatori del Liceu. In dieser Funktion schuf er mit dem Orchester des Konservatoriums zahlreiche Orchester- und Opernproduktionen.